# Lee Jeong-geun
Lee Jeong-geun (kor. 이정근; * 22. April 1994) ist ein südkoreanischer Fußballspieler.

## Karriere
Lee spielte bis Ende 2015 in Südkorea an seiner Universität. 2016 wechselte er zum Zweitligisten Busan IPark. Nach einem Jahr wurde der Vertrag nicht verlängert. Wo Lee 2017 gespielt hat, ist unbekannt. Anfang 2018 ging er nach Thailand. Hier unterschrieb er in Bangkok einen Vertrag bei Police Tero FC. Nach 29 Spielen in der ersten Liga, der Thai League, stieg er mit dem Verein als 15. der Tabelle in die Thai League 2 ab. Nach Saisonende verließ er den Verein.